# 100-річчя боїв легіону Українських січових стрільців на горі Лисоня (монета)
«100-рі́ччя бої́в легіо́ну Украї́нських січови́х стрільці́в на горі́ Ли́соня» — ювілейна монета номіналом 5 гривень, випущена Національним банком України, присвячена подвигу легіону Українських січових стрільців, який 1916 року відзначився звитягою під час боїв за гору Лисоня і зупинив наступ російської армії на Бережани під час Брусиловського прориву. Легіон українських січових стрільців — українське добровольче військове формування у складі австро-угорській армії під час Першої світової війни.
Монету введено в обіг 2 вересня 2016 року. Вона належить до серії «Інші монети».

## Опис монети та характеристики
| Номінал грн. | Метал      | Маса, г | Діаметр, мм | Якість виготовлення       | Гурт     | Тираж, штук |
| ------------ | ---------- | ------- | ----------- | ------------------------- | -------- | ----------- |
| 5            | нейзильбер | 16,54   | 35,0        | спеціальний анциркулейтед | рифлений | 30 000      |

### Аверс
На аверсі монети розміщено: угорі — малий Державний Герб України і напис півколом «УКРАЇНА»; у центрі — на дзеркальному тлі стилізована композиція: в обрамленні вінка з калини геральдичний лев спирається на скелю, на якій напис півколом «У. С. С. 1914» (з емблеми Українських січових стрільців); унизу: рік карбування монети — «2016», номінал — «5 ГРИВЕНЬ» та логотип Банкнотно-монетного двору Національного банку України (праворуч).

### Реверс
На реверсі монети розміщено стилізовану композицію — військовий сурмач на тлі абрису сучасного меморіального комплексу на горі Лисоня, написи «100-РІЧЧЯ БОЇВ ЛЕГІОНУ УКРАЇНСЬКИХ СІЧОВИХ СТРІЛЬЦІВ» (угорі півколом) «НА ГОРІ ЛИСОНЯ».

## Автори

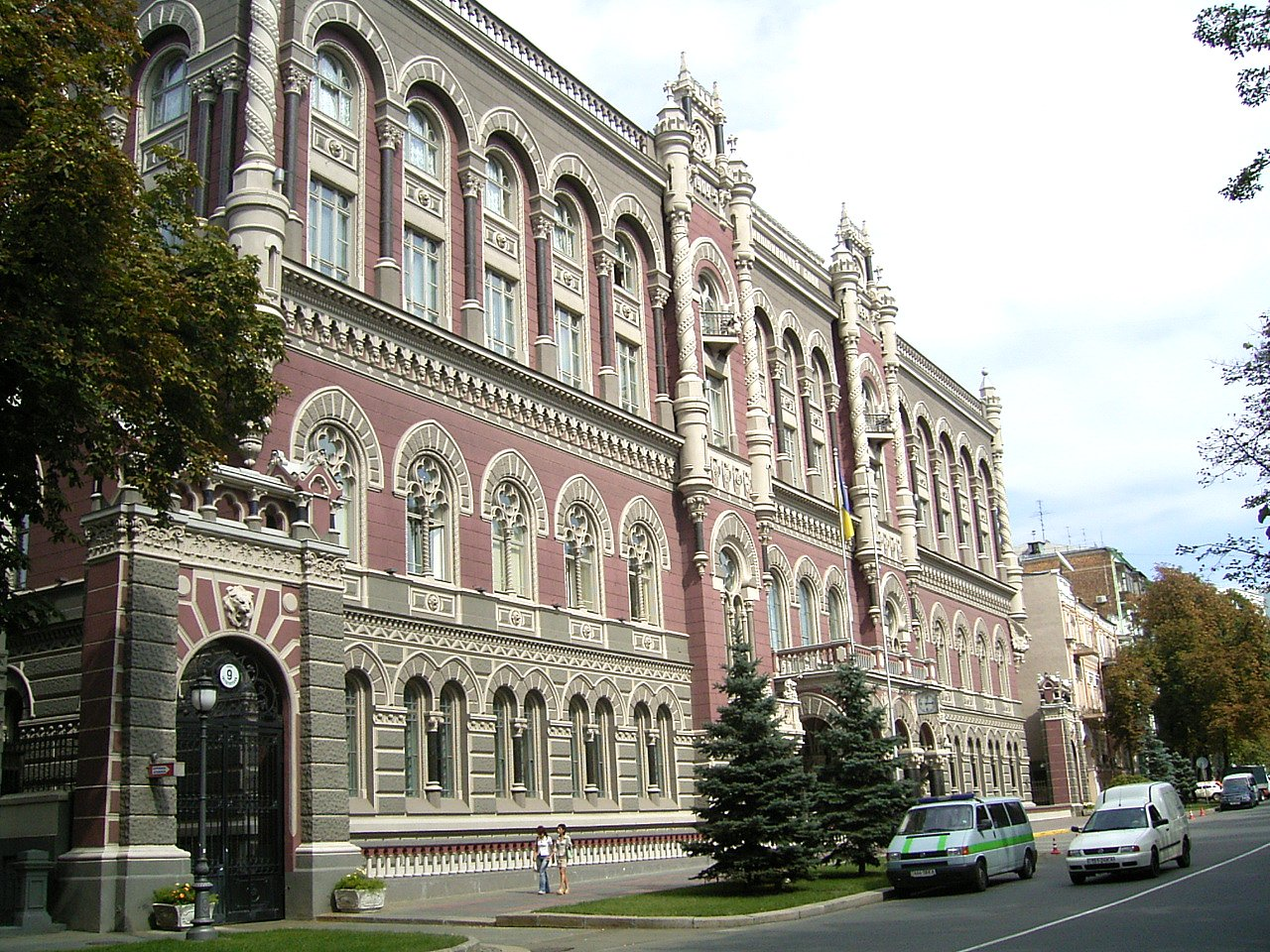
Будівля Національного банку України

- Художники: Таран Володимир, Харук Олександр, Харук Сергій.
- Скульптори: Дем'яненко Володимир, Атаманчук Володимир.

## Вартість монети
Під час введення монети в обіг у 2016 році, Національний банк України реалізовував монету через свої філії за ціною 38 гривень.
Фактична приблизна вартість монети, з роками змінювалася так:
| Рік        | 2017 | 2018 | 2019 | 2020 | 2021 | 2022 | 2023 | 2024 | 2025 |
| ---------- | ---- | ---- | ---- | ---- | ---- | ---- | ---- | ---- | ---- |
| Ціна, грн. | 55   | 55   | 60   | 60   | 70   | 75   | 145  | 270  | 280  |